# Třída Älvsborg
Třída Älvsborg byly minonosky švédského námořnictva. Celkem byly postaveny dvě jednotky této třídy – Älvsborg a Visborg. V době míru byla Älvsborg používána jako mateřské lodě ponorek, naopak Visborg mohla sloužit jako vlajková loď pobřežních sil. V 90. letech byla Älvsborg prodána do Chile a Visborg upravena na velitelskou loď. Obě již byly ze služby vyřazeny.

## Stavba
Obě dvě mateřské lodě této třídy postavila švédská loděnice Karlskronavarvet ve městě Karlskrona. Do služby byly přijaty roku 1971. První jednotka Älvsborg byla objednána roku 1968 a její sesterská loď Visborg pak roku 1972. Visborg měla mírně menší výtlak a byla kromě tendru ponorek vybavena i pro plnění role vlajkové lodě pobřežních sil (pojmula až 158 členů štábu).
Jednotky třídy Älvsborg:
| Jméno                  | Založení kýlu      | Spuštěna           | Vstup do služby | Status |
| ---------------------- | ------------------ | ------------------ | --------------- | --- |
| Älvsborg (M02)         | 16. listopadu 1968 | 11. listopadu 1969 | 10. dubna 1971  | Dne 7. února 1997 zařazena do chilského námořnictva jako Almirante José Toribio Merino Castro (BMS-42),, sloužila jako mateřská loď ponorek, vyřazena 2015. |
| Visborg (A265, ex M03) | 16. října 1973     | 22. ledna 1975     | 6. února 1976   | Roku 1999 přestavěna na velitelskou loď, vyřazena. |

## Konstrukce

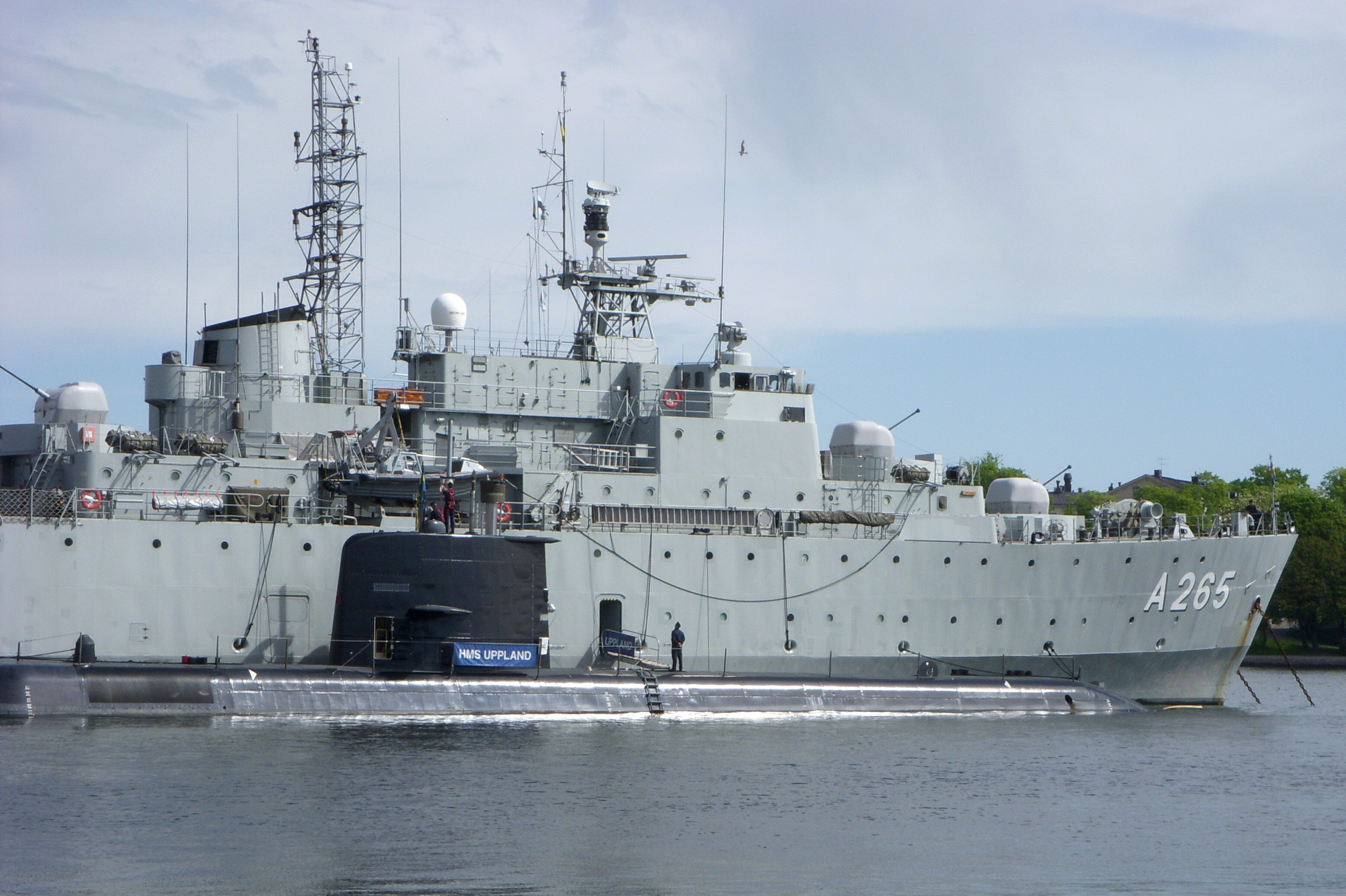
Visborg (A265) s ponorkou Uppland

Älvsborg sloužila primárně jako minonorka a sekundárně jako tendr ponorek. Elektroniku tvořily dva navigační radary a střelecký radar H.S.A. M22 (později dostaly nový radar Sea Giraffe 50HC a bojový řídící systém 9LV200). Plavidlo bylo vyzbrojeno třemi 40mm kanóny Bofors. Uneslo až 300 min. Jako tendr ponorek mohlo ubytovat až 205 členů jejich posádek. Za komínem se nacházela přistávací plocha pro vrtulník (bez hangáru). Pohonný systém tvořily dva diesely Nohab-Polar 112VS o celkovém výkonu 4200 bhp, pohánějící jeden lodní šroub. Nejvyšší rychlost dosahovala 16 uzlů.